# Akvarijum
Akvarijum je posuda ispunjena vodom, sa bar jednom providnom stranom u kojoj se nalaze vodene biljke i životinje. Mogu se podeliti na slatkovodne, akvarijume sa morskom vodom i akvarijume sa braktičnom vodom, zavisno od toga koji biljni i životinjski svet ih ispunjava. U akvarijumima se od životinja čuvaju kako beskičmenjaci (na primer puževi i rakovi) tako i kičmenjaci (ribe, vodozemci, gmizavci i vodeni sisari).
Pojam akvarijum je kovanica sastavljena od osnove, latinske reči „aqua” što znači voda i sufiksa „-arium” u značenju mesta za čuvanje.
Osoba kojoj je hobi održavanje akvarijuma se naziva akvarista, a njen hobi akvaristika.

## Istorija akvarijuma
U Rimskom carstvu ribe su čuvane u malim mermernim posudama. Oko 50 g.n.e. usavršavanje proizvodnje stakla omogućilo je Rimljanima da jednu stranu posuda zamene staklom. Kineski car Hung-vu iz dinastije Ming 1369. god. osniva firmu koja proizvodi porcelanskе kade za gajenje zlatnih ribica.
Ribolovac i prirodnjak Leonard Baldner (engl. Leonhard Baldner) je 1666. god. napisao knjigu  
Francuskinja Žana Vilpre Pauer (fr. Jeanne Villepreux-Power) je 1832. god. napravila prvi eksperimentalni akvarijum sa vodenim organizmima.
1836. god, nakon pronalaska Vardove kutije, dr Natanijel Bagšo Vard (engl. Nathaniel Bagshaw Ward) predlaže da se njegove kutije koriste za držanje tropskih životinja, a 1841. je prvi put posadio vodene biljke u Vardovu kutiju.
Feliks Dižarden (fr. Félix Dujardin) je 1838. imao morski akvarijum, mada nije koristio taj naziv. 1846 god. Ana Thin (engl. Anna Thynne) uspeva da održi korale i alge skoro tri godine, i tako stvori prvi izbalansirani akvarijum u Londonu. Engleski hemičar Robert Varington (engl. Robert Warington) eksperimentisao je sa posudom od 13 galona, gde je držao zlatne ribice, zglavka, rebiljke valisnerije i puževe, stvarajući jedan od prvih stabilnih akvarijuma. Varington je u potpunosti objasnio princip razmene gasova u vodi.
Akvarijumi postaju popularni u Velikoj Britaniji posle prve Svetske izložbe 1851. god. na kojoj su prikazani ukrašeni akvarijumi sa ramovima od livenog gvožđa.
Englez Filip Henri Gus (engl. Philip Henry Gosse) stvara prvi javni akvarijum u Londonskom zoološkom vrtu. Gus koristi izraz „aquarium” („aqua-vivarium”) u svojoj knjizi engl. „The Aquarium: An Unveiling of the Wonders of the Deep Sea” objavljenoj 1854. god. u kojoj uglavnom razmatra akvarijume sa morskom vodom.
Korišćenje električne energije u 20. veku omogućilo je lakše osvetljavanje, grejanje i filtriranje akvarijuma i brže širenje akvaristike. Akvaristika postaje popularan hobi, prvo u Velikoj Britaniji, a zatim u Nemačkoj, SAD i nekim evropskim državama.
Na prostore bivše Jugoslavije akvaristika stiže relativno kasno. Pojedine katedre za biologiju na fakultetima u Beogradu i Zagrebu imale su svoje eksperimentalne akvarijume. Retki pojedinci u Beogradu, Zagrebu, Ljubljani i Mariboru imali su akvarijume sa samo nekoliko vrsta riba. Tek posle 1950. god. osnivaju se prvi javni akvarijumi u Mariboru, Rovinju, Dubrovniku. Istovremeno sa osnivanjem javnih akvarijuma širi se i akvaristika. Akvarističke izložbe se organizuju u Novom Sadu 1964, 1965. и 1966. god. 1967 god. u okviru Međunarodnog sajma lova i ribolova održava se i prva međunarodna izložba akvaristike na kojoj pored domaćih učestvuju i akvaristi iz Mađarske, Austrije i SR Nemačke. 1970. god. u Novom Sadu održana je velika izložba sa 105 akvarijuma i preko 40 izlagača.

## Oblik i veličina akvarijuma
Postoje razni oblici akvarijuma. Najčešći je: prizmatični (u obliku kvadra sa pravouganom osnovom). Osnova može biti i bilo koji drugi mnogougaonik. Treba izbegavati „kugle” ili loptasti oblik, jer tako savijena stakla najčešće stvaraju dioptriju i teže je organizovati obaveznu filtraciju u njima.
Kao što su kod kugli stakla nepravilno savijena, postoje i akvarijumi sa prednjom zakrivljenom stranom, koja se mogu pravilno saviti (ako se mogu opisati sestarom). Klasičan prizmatični oblik akvarijuma je ujedno i najpogodniji za održavanje.
Akvarijum može imati od nekoliko litara do nekoliko stotina pa i hiljada litara, dok pojedini javni akvarijumi imaju i nekoliko miliona litara, kao što je jedan od najvećih akvarijuma na svetu u Singapuru (8 miliona litara).
Veličina akvarijuma u kućnim uslovima treba da odgovara prostoru u koji se smešta. Prosečan čovek lako održava akvarijum visine do 60 cm, koji stoji na uobičajenoj visini stalka (70 – 80 cm). Akvarijumi koji sa stalkom prelaze visinu od 140 cm, teži su za odžavanje jer zahtevaju korišćenje merdevina ili stopa.
Što je akvarijum veći, lakše se odžava, pod pretpostavkom da poseduje odgovarajuću opremu za svoju litražu. Akvarijumski sistemi sa većom zapreminom su biološki stabilniji.

## Osnovni delovi akvarijuma
Skoro svaki amaterski akvarijum sadrži sledeće komponente:
- sistem za filtriranje vode;
- sistem za aeraciju (obogaćenje vode vazduhom);
- sistem za osvetljenje;
- sistem za grejanje ili hlađenje vode (zavisno od stanovnika akvarijuma);
- poklopac čija je namena da spreči ribice da napuste akvarijum, ali i bilo šta iz spoljnjeg sveta da uđe u akvarijum.

Sistemi filtracije obično kombinuju mehaničku, biološku filtraciju, nekad i hemijsku, pa i UV sterilizaciju. Mehanička filtracija otklanja vidljive nečistoće (sintetička vata, sunđeri određene poroznosti); biološka filtracija se obavlja pomoću nitrifikacionih bakterija koje nasele filter materijale (pogotovo keramičke prstenove ili sličan materijal sa velikom specifičnom površinom); hemijska filtracija se ogleda u korišćenju hemijski aktivnih materijala poput aktivnog uglja i zeolita; UV sterilizacija se primenjuje korišćenjem UV lampe u kućištu kroz koji prolazi voda, mehanički obrađena pomoću mehaničkog postojećeg filtera.
Sistemi za aeraciju se koriste da bi se pospešilo rastvaranje vazduha u vodi ukoliko intenzitet spontanog rastvaranja vazduha ne zadovoljava potrebe akvarijumskih stanovnika za kiseonikom. Rastvaranje vazduha u vodi se može pospešiti i talasanjem površine vode. Stoga su razvijeni sistemi (uređaji) za talasanje površine vode.
Osvetljenje na akvarijumu mora biti dobro rešeno i prilagođeno potrebama kako biljnih tako i životinjskih vrsta u njemu. Pored intenziteta svetlosti, neophodno je postići i optimalno dnevno trajanje svetla. Biljkama je za pravilan rast i razvoj neophodan intenzitet svetlosti koji imaju i u svom prirodnom staništu, kao i njegovo dnevno trajanje. Isti je slučaj i sa ribicama. Idealno bi bilo da u istom akvarijumu postoje i jako osvetljena mesta i senovita mesta, da bi bile zadovoljene potrebe svih stanovnika. Jedan od prvih pokazatelja loše rešenog osvetljenja u akvarijumu je pojava algi na zidovima i na dnu akvarijuma. Zelene alge nastaju usled prejakog osvetljenja, a žuto-smeđe alge nastaju usled nedovoljnog osvetljenja.
Sistemi za grejanje ili hlađenje se primenjuju ukoliko temperatura vazduha u prostoriji ne odgovara temperaturi koja vlada u prirodnom staništu stanovnika akvarijuma. Grejač vode se obično sastoji od grejnog tela i termostata koji akvaristi omogućuje podešavanje željene temperature. Temperatura vode u akvarijumu se određuje pomoću termometra.
Najčešće akvarijumi sadrže poklopac, mada postoji i otvoreni tip akvarijuma koji ga ne sadrži. Neretko se dešava da ribica koja je pohrlila ka površini vode za hranom na trenutak napusti vodu. Ukoliko ne bi bilo poklopca da je zadrži, mogla bi napustiti akvarijum i uginuti.

## Uticaj na ljudsko zdravlje
Naučnici u Nacionalnom morskom akvarijumu (енгл. National Marine Aquarium), najvećem javnom akvarijumu u Ujedinjenom Kraljevstvu (Plimut), proučavali su reakcije posetilaca dok su jedan od većih akvarijuma polako obnavljali novim ribama. Pratili su fiziološke efekte na posmatrače i otkrili da, kako se broj riba u akvarijumu povećavao, puls и krvni pritisak посматрача су опадали. Ispitanici su izjavili da su posle posete izložbi bili bolje raspoloženi. Prema rečima Debore Kreknel (Deborah Cracknell), vodećeg istraživača u akvarijumu, čak je i gledanje prelamanja svetlosti i morskih algi bilo je prilično opuštajuće, ali kada je počelo dodavanje riba uočena je bitna razlika. Ovakav rezultat nije toliko iznenađujući. Dokaz za to može se čuti čak i u muzici Kamija Sen-Sansa inspirisanoj upravo akvarijumima.
Ovo istraživanje predstavlja doprinos brojnim drugim koja se bave proučavanjem kako posmatranje prirode može smanjiti nivo stresa kod ljudi. Naime, brojne studije su pokazale da zeleni prostor, poput vrtova ili parkova, ima slične fiziološke efekte. Rađene su takođe i studije koje su pokazale da će posetioci zubarskih ordinacija i domova za stare imati niži krvni pritisak i smanjenu anksioznost ako su u prostoriji prisutni akvarijumi. Takođe postoje dokazi da vrsta morskog života akvarijumu može napraviti razliku. Autori studije sugerišu da su veći uticaj na raspoloženje ljudi imale šarene tropske ribe i viši nivoi biodiverziteta. Kreknelova veruje da bi ovi rezultati bili od koristi u bolničkom okruženju, čak i ako bi se samo emitovali video snimci akvarijuma.

## Napomene
1. ↑  Akvarijum je sedmi od 14 stavova kompozicije Karneval životiwa Kamija Sen-Sansa.[9]
2. ↑  Obično se raspravlja o tri nivoa biodiverziteta. Najniži nivo predstavlja genetska raznovrsnost, viši nivo prerdstavlja raznovrsnost vrsta, a najviši raznolikost ekosistema.[11]

## Literatura
- Advanced Marine Aquarium Techniques, by Jay Hemdal
- Aquarium Atlas, vol. 1, by Hans A. Baensch and Rudiger Riehl   1-890087-12-2
- Brackish Water Fishes, by Frank Schäfer   3-936027-82-X
- The Conscientious Marine Aquarist, by Robert Fenner (2001)  1-890087-02-5
- The New Marine Aquarium, by Michael S. Paletta (2001)  1-890087-52-1
- Chapman, F.; Sharon A. Fitz-Coy; Eric M. Thunberg; Charles M. Adams (март 1997). „United States of America Trade in Ornamental Fish”. Journal of the World Aquaculture Society. 28 (1): 1—10. doi:10.1111/j.1749-7345.1997.tb00955.x.
- "American Association of Zoological Parks and Acquariums Архивирано 2021-01-26 на сајту ". Business Entity Details. West Virginia Secretary of State. Retrieved September 20, 2018.
- Wagner, Robert O., "The independence of AAZPA", in Regional Conference Proceedings 1996, American Zoo and Aquarium Association, Wheeling, West Virginia, 1996.
- Bratcher, Emily (2018-02-15). „Zoos and Aquariums Group Acquires U.S. Wildlife Trafficking Alliance”. Associations Now. Архивирано из оригинала 2021-12-18. г. Приступљено 2018-04-04.
- „Wildlife Trafficking Alliance”. Архивирано из оригинала 2022-06-28. г. Приступљено 2019-11-13.
- „About AZA”. Association of Zoos and Aquariums. Архивирано из оригинала 2010-08-25. г. Приступљено 2010-08-20.
- „Zoo and Aquarium Statistics”. Association of Zoos & Aquariums. 8. 1. 2020. Архивирано из оригинала 17. 1. 2019. г. Приступљено 17. 1. 2019.
- „FrogWatch USA”. www.aza.org. Архивирано из оригинала 2019-12-24. г. Приступљено 2019-01-17.
- Grech, Kali S. (2004). „Overview of the Laws Affecting Zoos”. Animal Legal & Historical Center. Michigan State University College of Law. Архивирано из оригинала 2012-06-24. г. Приступљено 2010-08-11.
- „What is Accreditation?”. Association of Zoos and Aquariums (AZA). Архивирано из оригинала 26. 7. 2010. г. Приступљено 9. 8. 2010.
- „Saving Animals From Extinction (SAFE)”. Association of Zoos and Aquariums. Архивирано из оригинала 2019-01-17. г. Приступљено 2019-01-17.
- „Meet the SAFE Species” (на језику: енглески). www.aza.org. Архивирано из оригинала 2018-08-24. г. Приступљено 2018-08-24.
- „2017 Annual Report on Conservation and Science: Highlights” (PDF). www.speakcdn.com. Архивирано (PDF) из оригинала 2019-01-17. г. Приступљено 2019-01-17.
- „SAFE Species”. www.aza.org. Архивирано из оригинала 2019-01-17. г. Приступљено 2019-01-17.
- „Annual Report on Conservation and Science”. Архивирано из оригинала 2018-12-14. г. Приступљено 2019-01-17.
- Carlson, Peter (1990-06-17). „AT THE ZOO”. Washington Post (на језику: енглески). ISSN 0190-8286. Архивирано из оригинала 2021-06-14. г. Приступљено 2021-09-21.
- „Membership Levels”. aza.org. AZA. Архивирано из оригинала 23. 10. 2009. г. Приступљено 24. 4. 2012.

## Spoljašnje veze
- Akvaristika — osnovne informacije
- Akvarijum.org — forum
- Akva svet